# Едмонд Назарян
Едмонд Армен Назарян е български състезател по класическа борба, син на двукратния олимпийски шампион Армен Назарян. На 11 февруари 2020 година само на 17 години става европейски шампион по класическа борба за мъже до 55 килограма. На първенството през 2022 година в Будапеща печели сребърен медал в по-горната категория до 60 килограма.
Сред другите му успехи са двукратен европейски шампион за кадети, сребърен и бронзов медалист от Световното първенство за кадети, трето място на Младежки олимпийски игри в Буенос Айрес през 2018 г. и много републикански титли.
На 13 септември 2022 година печели и първия си медал от световно първенство – сребърен в категория до 60 килограма на първенството в Белград, Сърбия.

## Успехи
| Година | Турнир                         | Място                   | Резултат | Събитие                 |
| ------ | ------------------------------ | ----------------------- | -------- | ----------------------- |
| 2018   | Летни младежки олимпийски игри | Буенос Айрес, Аржентина | 3        | класически стил – 45 кг |
| 2020   | Европейско първенство по борба | Рим, Италия             | 1        | класически стил – 55 кг |
| 2022   | Европейско първенство по борба | Будапеща, Унгария       | 2        | класически стил – 60 кг |
| 2022   | Световно първенство по борба   | Белград, Сърбия         | 2        | класически стил – 60 кг |
| 2023   | Европейско първенство по борба | Загреб, Хърватия        | 1        | класически стил – 60 кг |
| 2024   | Европейско първенство по борба | Букурещ, Румъния        | 3        | класически стил – 63 кг |